# Arne Eggen
Arne Eggen, född 28 augusti 1881, död 26 oktober 1955, var en norsk tonsättare och organist.
Eggen var organist i Drammen och bedrev studier i Kristiania och Leipzig. Bland hans insatser inom vokal- och orgelmusikens område kan framhållas kantaten Mjøsen, musiken till Hulda Garborgs sagospel Liti Kirsti samt en brett anlagd Ciaconne för orgel. Eggen framstår i sina verk som en allvarligt syftande, nationellt sinnad tonsättare. Han har även samlat folkvisor från Telemarken.